# 富蘭克林鎮區 (密蘇里州拉克利德縣)
富蘭克林鎮區（英語：Franklin Township）是位於美國密蘇里州拉克利德縣的一個行政鎮區。

## 地方資料
富蘭克林鎮區的面積為155.78平方千米，當中陸地面積為155.03平方千米，而水域面積為0.75平方千米。根據2020年美國人口普查的數據，當地共有人口1021人，而人口密度為每平方千米6.55人。